# 10 000 mètres masculin aux Jeux olympiques d'été de 2024
Pour des articles plus généraux, voir Athlétisme aux Jeux olympiques d'été de 2024 et 10 000 mètres aux Jeux olympiques.
Navigation
Tokyo 2020 Los Angeles 2028
L'épreuve du 10 000 mètres masculin aux Jeux olympiques de 2024 se déroule le 2 août 2024 au Stade de France, au nord de Paris, en France.

## Records
Avant cette compétition, les records dans cette discipline étaient les suivants : 
| Record du monde  | Joshua Cheptegei (UGA) | 26 min 11 s 00 | Valence | 7 octobre 2020 |
| Record olympique | Kenenisa Bekele (ETH)  | 27 min 1 s 17  | Pékin   | 17 août 2008   |

Au cours de la compétition, le record suivant a été établi : 
| Record olympique | Joshua Cheptegei (UGA) | 26 min 43 s 14 | Paris, France | 2 août 2024 |

## Programme
| Date            | Horaire | Manche |
| --------------- | ------- | ------ |
| Vendredi 2 août | 21 h 20 | Finale |

## Médaillés
| Or                     | Argent               | Bronze             |
| Joshua Cheptegei (UGA) | Berihu Aregawi (ETH) | Grant Fisher (USA) |

## Résultats
| Rang                                | Athlète                       | Pays                          | Temps          | Notes |
| ----------------------------------- | ----------------------------- | ----------------------------- | -------------- | ----- |
| Médaille d'or, Jeux olympiques      | Joshua Cheptegei              | Ouganda                       | 26 min 43 s 14 | OR    |
| Médaille d'argent, Jeux olympiques  | Berihu Aregawi                | Éthiopie                      | 26 min 43 s 44 |       |
| Médaille de bronze, Jeux olympiques | Grant Fisher                  | États-Unis                    | 26 min 43 s 46 | SB    |
| 4                                   | Mohammed Ahmed                | Canada                        | 26 min 43 s 79 | SB    |
| 5                                   | Benard Kibet                  | Kenya                         | 26 min 43 s 98 | PB    |
| 6                                   | Yomif Kejelcha                | Éthiopie                      | 26 min 44 s 02 |       |
| 7                                   | Selemon Barega                | Éthiopie                      | 26 min 44 s 48 |       |
| 8                                   | Jacob Kiplimo                 | Ouganda                       | 26 min 46 s 39 | SB    |
| 9                                   | Thierry Ndikumwenayo          | Espagne                       | 26 min 49 s 49 | NR    |
| 10                                  | Adriaan Wildschutt            | Afrique du Sud                | 26 min 50 s 64 | NR    |
| 11                                  | Daniel Mataiko                | Kenya                         | 26 min 50 s 83 |       |
| 12                                  | Nico Young                    | États-Unis                    | 26 min 58 s 11 |       |
| 13                                  | Jimmy Gressier                | France                        | 26 min 58 s 67 | NR    |
| 14                                  | Nicholas Kipkorir             | Kenya                         | 27 min 23 s 97 |       |
| 15                                  | Merhawi Mebrahtu              | Érythrée                      | 27 min 24 s 25 |       |
| 16                                  | Woody Kincaid                 | États-Unis                    | 27 min 29 s 40 |       |
| 17                                  | Birhanu Balew                 | Bahreïn                       | 27 min 30 s 94 |       |
| 18                                  | Jamal Abdelmaji Eisa Mohammed | Équipe olympique des réfugiés | 27 min 35 s 92 | PB    |
| 19                                  | Isaac Kimeli                  | Belgique                      | 27 min 51 s 52 |       |
| 20                                  | Jun Kasai                     | Japon                         | 27 min 53 s 18 |       |
| 21                                  | Yves Nimubona                 | Rwanda                        | 27 min 54 s 12 | PB    |
| 22                                  | Martin Kiprotich              | Ouganda                       | 28 min 20 s 72 | PB    |
| 23                                  | Abdessamad Oukhelfen          | Espagne                       | 28 min 21 s 90 |       |
| 24                                  | Tomoki Ota                    | Japon                         | 29 min 12 s 48 |       |
| 25                                  | Yann Schrub                   | France                        | DNF            |       |
| 26                                  | Rodrigue Kwizera              | Burundi                       | DNS            |       |
| 27                                  | Celestin Ndikumana            | Burundi                       | DNS            |       |

## Légende
Records et Performances
- AR : Record continental (area record)
- CR : Record des championnats (championship record)
- MR : Record du meeting (meet record)
- NR : Record national (national record)
- OR : Record olympique (olympic record)
- PR : Record paralympique (paralympic record)
- PB : Record personnel (personal best)
- SB : Meilleure performance personnelle de la saison (season's best)
- WL : Meilleure performance mondiale de l'année (world leader)
- WJR : Record du monde junior (world junior record)
- WR : Record du monde (world record)

Circonstances et Conditions
- DNF : N'a pas terminé (did not finish)
- DNS : N'a pas pris le départ (did not start)
- DQ : Disqualification (disqualification)
- NM : Aucun essai valable enregistré (No Mark)
- Q : Qualifié « directement » au prochain tour (ou à la prochaine compétition), lors d'une compétition majeure, grâce au classement ou à la réalisation des minima (automatic qualifier)
- q : Qualifié au prochain tour (ou à la prochaine compétition), lors d'une compétition majeure, grâce au repêchage ou à la réalisation de l'une des meilleures performances parmi celles des « non qualifiés directement » (grâce au meilleur temps ou à la meilleure distance par exemple) (secondary qualifier)